# Planaltina do Paraná
Planaltina do Paraná este un oraș în Paraná (PR), Brazilia.